# Sebastian Giovinco
Pour les articles homonymes, voir Giovinco.
Sebastian Giovinco, né le 26 janvier 1987 à Turin, était un footballeur international italien qui évoluait au poste de milieu ou d'attaquant. Il est maintenant représentant du club de Toronto Fc
Vif, rapide et possédant des qualités de dribbleur, il possède en plus une vision de jeu qui lui permet de distribuer de bons ballons. Il est aussi très bon tireur de coups francs, prenant pour exemple Alessandro Del Piero. En Italie, il est surnommé Formica Atomica (« la fourmi atomique »).

## Biographie

### Carrière en clubs

#### Jeunesse
Sebastian Giovinco commence à tâter le cuir sur les petits terrains de la Riber à Borgo Melano (Beinasco). Il commence sa carrière sportive avec la Juventus, avec laquelle il passera dans toutes les catégories de jeunes, gagnant même le championnat Primavera de la saison 2005/2006 en recevant le prix du Guerin Sportivo comme meilleur joueur de la phase finale.
Lors de la saison 2006/2007, Giovinco continue à être un titulaire indiscutable dans la formation Primavera de la Juventus en gagnant avec ses coéquipiers la Supercoupe Primavera et la Coupe d'Italie Primavera.

#### Juventus de Turin
Le 13 mai 2007, pour couronner ses efforts, l'entraîneur Didier Deschamps lui offre sa première apparition avec l'équipe première en Serie B pendant le match Juventus-Bologne, en remplaçant Raffaele Palladino à la 76e, et Giovinco rend la pareille à son entraîneur en adressant une passe décisive à David Trezeguet pour le but du 3-1 qui conclura le match.
Le 22 juin 2007 il est prêté à l'Empoli F.C.. Sa première apparition en Serie A survient le 26 août 2007 au cours du match entre la Fiorentina et l'Empoli F.C. (score final 3-1 en faveur de l'équipe hôte), quand Luigi Cagni le fait rentrer à la dernière demi-heure à la place de Luca Antonini.
Premier but dans l'élite le 30 septembre 2007 : il marque le second but de son équipe contre Palerme (3-1). Quelques matchs plus tard il marque, d'un coup franc magistral, à la 92e le but du 2-2 contre l'AS Roma. Avec le changement d'entraîneur (Malesani remplaçant Cagni), Giovinco devient titulaire et ponctuera même la première apparition sur le banc de son nouvel entraîneur par une superbe prestation en Coupe d'Italie contre la Juventus, club auquel il appartient.
Tous les supporters Juventini attendent le retour du jeune prodige, il a même été sujet à un sondage sur un site de supporters de la Vieille dame, à propos du capitanat après la retraite d'Alessandro Del Piero. Il arrive troisième derrière Gianluigi Buffon et Giorgio Chiellini, respectivement premier et second, ce qui met en évidence l'amour que les supporters lui portent déjà.
En mai 2008, Giovinco et les espoirs italiens remportent le Tournoi International Espoirs de Toulon en battant en finale le Chili (1-0). Avec notamment deux buts contre la Côte d'Ivoire et des prestations toujours décisives, Giovinco est élu meilleur joueur du tournoi. Le 26 mai 2008, il effectue son retour officiel à la Juventus. Le 6 décembre de la même année, Giovinco marque son premier but officiel sous les couleurs de la Juventus lors du match Lecce - Juventus, à l'heure de jeu il obtient un coup franc, qu'il se charge lui-même de transformer en but. Après avoir fait une rentrée remarquée contre Chelsea en Ligue des champions, Giovinco est titulaire face à Bologne le 14 mars 2009. Il réalise une partie exemplaire, et inscrit le 2e but turinois alors que le score était d'un but partout (score final 4-1), d'un extérieur du pied droit imparable pour le gardien de Bologne. Malheureusement, malgré un talent indéniable, et le manque criant de créativité dans le jeu de la Juventus, il n'est utilisé que parcimonieusement par Claudio Ranieri puis Ciro Ferrara.
De ce fait, il est prêté à Parme pour la saison 2010-2011, avec option d'achat sur la moitié du joueur. Giovinco se fait tout de suite remarquer sous ses nouvelles couleurs. Après une passe décisive lors de la première journée pour le Bulgare Valeri Bojinov, Giovinco inscrit son premier but de la saison à Catane lors de la seconde rencontre de championnat n'empêchant toutefois pas la défaite de son équipe, battue 2 buts à 1.Il terminera la saison 2011/2012 à Parme avec 15 réalisations et 11 passes décisive en 36 matches.
Du haut de ses 1,64 m, il sera grâce à sa sélection dans le groupe de l'Italie, le joueur le plus petit à participer à l'Euro 2012.

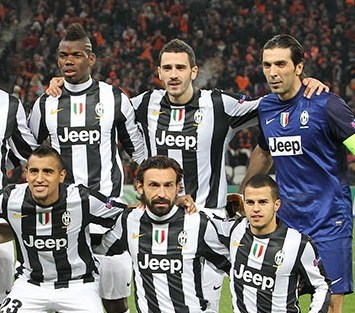
Sebastian Giovinco sous les couleurs de la Juventus de Turin lors de la saison 2012-2013.

Le 19 juin 2012, la Juventus rachète pour 12 millions d'euros la moitié de la propriété du joueur détenue par Parme. De fait, le Piémontais refait son retour dans le groupe turinois deux ans après son départ en prêt. Il inscrit son premier but le 2 septembre face à l'Udinese ainsi que son deuxième dans le même match (Udinese 1-4 Juventus) lors de la 2e journée de Serie A. Le 12 décembre 2012 (soit le 12/12/12), Giovinco, avec son no 12 sur le dos, inscrit son 12e but au club à la 12e minute de la seconde période face à Cagliari, et ce à 22h12. Le 9 janvier 2013 face au Milan AC, il inscrit un superbe coup franc qui permet à la Juventus FC d’égaliser (Juventus 2-1 Milan).

#### Toronto FC
Le 19 janvier 2015, il signe avec le Toronto FC, club de Major League Soccer. Dans un premier temps, il est décidé qu'il ne rejoigne le Canada qu'en juillet, au terme de la saison de Serie A. Finalement, les dirigeants de la Juventus conviennent d'une rupture de contrat à l'amiable et laissent Giovinco rejoindre dès février son nouveau club où il devient un des footballeurs italiens le mieux payé au monde. En effet, il y signe un contrat de quatre années, rémunéré 6 millions d'euros chacune et devient le deuxième joueur le mieux payé du championnat nord-américain derrière Kaká (Orlando City).

#### Al-Hilal FC
Le 31 janvier 2019, après quatre saisons en Major League Soccer, Sebastian Giovinco quitte Toronto pour rejoindre le club saoudien d'Al-Hilal.

#### Sampdoria
Le 9 février 2022, libre de tout contrat depuis l'été 2021, Giovinco signe à l'UC Sampdoria jusqu'à la fin de saison, afin notamment de pallier la blessure de l'attaquant Manolo Gabbiadini. Un temps annoncé de retour au Toronto FC avec lequel il s'entraîne depuis plusieurs jours en stage de pré-saison, le joueur retourne finalement en Italie dans un club en difficulté, classé 16e du championnat à son arrivée.

### Carrière en équipe nationale
Giovinco a joué dans toutes les catégories jeunes de la sélection italienne, dès les moins de 16 ans jusqu'au moins de 21 ans.
Il fait sa première apparition avec l'équipe Espoir entraîné par Pierluigi Casiraghi, jouant titulaire dans le match contre l'Albanie (premier match des qualifications pour le championnat d'Europe Espoir 2009) terminant 4-0 en faveur des « azzurrini ». Depuis Giovinco, portant le numéro 10, n'a manqué aucun match des espoirs, étant un des joueurs clés avec notamment Giuseppe Rossi, l'attaquant du Villarreal.
Le dimanche 6 février 2011, Giovinco reçoit sa toute première convocation en équipe A pour affronter l'Allemagne en match amical le mercredi suivant, sous les ordres de Cesare Prandelli.
Le jeudi 20 juin 2013, Giovinco inscrit son premier but sous les couleurs de le Nazionale contre le Japon lors de la coupe des confédérations au Brésil.

## Caractéristiques techniques
Giovinco est considéré comme l'un des plus grands espoirs du football italien. Il fut d'ailleurs approché, alors qu'il était prêté à Empoli, par le FC Barcelone. Prêté a l'Empoli FC durant la saison 2007-2008, il appartient au club de la Juventus Football Club où il est considéré comme l'héritier d'Alessandro Del Piero.
Petit joueur de 1,64 m, doté d'une technique exceptionnelle et très fine, c'est un joueur très polyvalent, il peut tout aussi bien évoluer comme milieu offensif axial, le rôle qu'il préfère, ou bien comme ailier ou attaquant de pointe. Très agile, il possède également une exceptionnelle vision de jeu ainsi qu'une accélération et une vitesse balle au pied déconcertante qui lui permet de réaliser des gestes techniques foudroyants (il réalise, notamment, à merveille les passements de jambe et la virgule).
En outre, il a aussi une grande capacité dans l'exécution des coups de pied arrêtés. À 20 ans, le jeune piémontais pourrait paraître très limité physiquement (59 kg) mais sa technique, son agilité « maradonienne » et sa vision de jeu, suffisent à faire oublier ce « petit » détail. De même Fabio Capello, alors entraîneur de la Juventus à cette époque, l'utilisait fréquemment dans les petits matchs entre « Bianconeri ».
Giovinco, déjà très aimé des supporters de la Juventus, a hérité d'un surnom, la Formica atomica (« la fourmi atomique ») en raison de sa petite taille et de son explosivité.

## Statistiques

### Générales
Ce tableau présente les statistiques de Sebastian Giovinco.
| Saison                | Club                  | Championnat           | Championnat | Championnat | Championnat | Coupe(s) nationale(s) | Coupe(s) nationale(s) | Coupe(s) nationale(s) | Supercoupe | Supercoupe | Supercoupe | Compétition(s) continentale(s) | Compétition(s) continentale(s) | Compétition(s) continentale(s) | Compétition(s) continentale(s) | Séries | Séries | Séries | Coupe du monde des clubs | Coupe du monde des clubs | Coupe du monde des clubs | Italie | Italie | Italie | Total | Total | Total |
| Saison                | Club                  | Division              | M.          | B.          | P.d.        | M.                    | B.                    | P.d.                  | M.         | B.         | P.d.       | Comp.                          | M.                             | B.                             | P.d.                           | M.     | B.     | P.d.   | M.                       | B.                       | P.d.                     | M.     | B.     | P.d.   | M.    | B.    | P.d.  |
| 2006-2007             | Juventus FC           | Serie B               | 3           | 0           | 2           | -                     | -                     | -                     | -          | -          | -          | -                              | -                              | -                              | -                              | -      | -      | -      | -                        | -                        | -                        | -      | -      | -      | 3     | 0     | 2     |
| 2008-2009             | Juventus FC           | Serie A               | 19          | 2           | 5           | 3                     | 1                     | 0                     | -          | -          | -          | C1                             | 5                              | 0                              | 2                              | -      | -      | -      | -                        | -                        | -                        | -      | -      | -      | 27    | 3     | 7     |
| 2009-2010             | Juventus FC           | Serie A               | 15          | 1           | 1           | -                     | -                     | -                     | -          | -          | -          | C1                             | 4                              | 0                              | 0                              | -      | -      | -      | -                        | -                        | -                        | -      | -      | -      | 19    | 1     | 1     |
| Sous-total            | Sous-total            | Sous-total            | 37          | 3           | 8           | 3                     | 1                     | 0                     | -          | -          | -          | -                              | 9                              | 0                              | 2                              | -      | -      | -      | -                        | -                        | -                        | -      | -      | -      | 49    | 4     | 10    |
| 2007-2008             | Empoli FC (prêt)      | Serie A               | 35          | 6           | 4           | 1                     | 0                     | 0                     | -          | -          | -          | C3                             | 1                              | 0                              | 0                              | -      | -      | -      | -                        | -                        | -                        | -      | -      | -      | 37    | 6     | 4     |
| 2010-2011             | Parme FC (prêt)       | Serie A               | 30          | 7           | 3           | 2                     | 0                     | 0                     | -          | -          | -          | -                              | -                              | -                              | -                              | -      | -      | -      | -                        | -                        | -                        | 4      | 0      | 1      | 36    | 7     | 4     |
| 2011-2012             | Parme FC              | Serie A               | 36          | 15          | 11          | 2                     | 1                     | 1                     | -          | -          | -          | -                              | -                              | -                              | -                              | -      | -      | -      | -                        | -                        | -                        | 6      | 0      | 0      | 44    | 16    | 12    |
| Sous-total            | Sous-total            | Sous-total            | 66          | 22          | 14          | 4                     | 1                     | 1                     | -          | -          | -          | -                              | -                              | -                              | -                              | -      | -      | -      | -                        | -                        | -                        | 10     | 0      | 1      | 80    | 23    | 16    |
| 2012-2013             | Juventus FC           | Serie A               | 31          | 7           | 6           | 3                     | 2                     | 0                     | 1          | 0          | 0          | C3                             | 7                              | 2                              | 0                              | -      | -      | -      | -                        | -                        | -                        | 7      | 1      | 0      | 49    | 12    | 6     |
| 2013-2014             | Juventus FC           | Serie A               | 17          | 2           | 1           | 2                     | 1                     | 2                     | -          | -          | -          | C1+C3                          | 4+7                            | 0                              | 0+3                            | -      | -      | -      | -                        | -                        | -                        | -      | -      | -      | 30    | 3     | 6     |
| 2014-2015             | Juventus FC           | Serie A               | 7           | 0           | 0           | 1                     | 2                     | 0                     | -          | -          | -          | C1                             | 3                              | 0                              | 0                              | -      | -      | -      | -                        | -                        | -                        | 4      | 0      | 1      | 15    | 2     | 1     |
| Sous-total            | Sous-total            | Sous-total            | 55          | 9           | 7           | 6                     | 5                     | 2                     | 1          | 0          | 0          | -                              | 21                             | 2                              | 3                              | -      | -      | -      | -                        | -                        | -                        | 11     | 1      | 1      | 94    | 17    | 13    |
| 2015                  | Toronto FC            | MLS                   | 33          | 22          | 16          | 1                     | 1                     | 1                     | -          | -          | -          | -                              | -                              | -                              | -                              | 1      | 0      | 0      | -                        | -                        | -                        | 2      | 0      | 0      | 37    | 23    | 17    |
| 2016                  | Toronto FC            | MLS                   | 28          | 17          | 14          | 3                     | 1                     | 0                     | -          | -          | -          | -                              | -                              | -                              | -                              | 6      | 4      | 2      | -                        | -                        | -                        | -      | -      | -      | 37    | 22    | 16    |
| 2017                  | Toronto FC            | MLS                   | 25          | 16          | 6           | 3                     | 3                     | 0                     | -          | -          | -          | -                              | -                              | -                              | -                              | 4      | 1      | 1      | -                        | -                        | -                        | -      | -      | -      | 32    | 20    | 7     |
| 2018                  | Toronto FC            | MLS                   | 28          | 13          | 7           | 1                     | 1                     | 2                     | -          | -          | -          | LCC+CC                         | 8+1                            | 4+0                            | 3+0                            | -      | -      | -      | -                        | -                        | -                        | -      | -      | -      | 38    | 18    | 12    |
| Sous-total            | Sous-total            | Sous-total            | 114         | 68          | 43          | 8                     | 6                     | 3                     | -          | -          | -          | -                              | 9                              | 4                              | 3                              | 11     | 5      | 3      | -                        | -                        | -                        | 2      | 0      | 0      | 144   | 83    | 52    |
| 2018-2019             | Al-Hilal              | Premier League        | 10          | 4           | 1           | 2                     | 0                     | 1                     | -          | -          | -          | AFC                            | 5                              | 1                              | 1                              | -      | -      | -      | -                        | -                        | -                        | -      | -      | -      | 17    | 5     | 3     |
| 2019-2020             | Al-Hilal              | Premier League        | 26          | 7           | 7           | 4                     | 1                     | 1                     | -          | -          | -          | AFC+AFC                        | 8+4                            | 1+1                            | 3+1                            | -      | -      | -      | 2                        | 0                        | 0                        | -      | -      | -      | 44    | 10    | 12    |
| 2020-2021             | Al-Hilal              | Premier League        | 21          | 1           | 4           | -                     | -                     | -                     | 1          | 0          | 0          | -                              | -                              | -                              | -                              | -      | -      | -      | -                        | -                        | -                        | -      | -      | -      | 22    | 1     | 4     |
| Sous-total            | Sous-total            | Sous-total            | 57          | 12          | 12          | 6                     | 1                     | 2                     | 1          | 0          | 0          | -                              | 17                             | 3                              | 5                              | -      | -      | -      | 2                        | 0                        | 0                        | -      | -      | -      | 83    | 16    | 19    |
| 2021-2022             | UC Sampdoria          | Serie A               | 2           | 0           | 0           | -                     | -                     | -                     | -          | -          | -          | -                              | -                              | -                              | -                              | -      | -      | -      | -                        | -                        | -                        | -      | -      | -      | 2     | 0     | 0     |
| Total sur la carrière | Total sur la carrière | Total sur la carrière | 366         | 120         | 88          | 28                    | 14                    | 8                     | 2          | 0          | 0          | -                              | 57                             | 9                              | 13                             | 11     | 5      | 3      | 2                        | 0                        | 0                        | 23     | 1      | 2      | 489   | 149   | 114   |

### Buts internationaux
| 0   | Date         | Lieu                                      | Compétition                                      | Résultat | Adversaire | Détail | Détail         | Détail | Sél. |
| --- | ------------ | ----------------------------------------- | ------------------------------------------------ | -------- | ---------- | ------ | -------------- | ------ | ---- |
| 1er | 19 juin 2013 | Itaipava Arena Pernambuco, Recife, Brésil | Premier tour de la Coupe des confédérations 2013 | V 4-3    | Japon      | 86e    | du pied gauche | 4-3    | 16e  |

## Palmarès

### En club
Avec son club formateur de la Juventus FC, Giovinco est sacré champion de Serie B en 2007, dès sa première saison professionnelle. Deux ans plus tard, il est vice-champion de Serie A en 2009. En 2012, la Vieille Dame s'adjuge la Supercoupe d'Italie. Giovinco remporte le championnat italien à deux reprises, en 2013 et 2014.
Au Toronto FC, Giovinco remporte le Championnat canadien en 2016, 2017 et 2018. L'année 2017 le voit également gagner la Coupe MLS et la MLS Supporters' Shield. Avec Al-Hilal, l'Italien remporte son premier trophée continental lors du sacre en Ligue des champions de l'AFC en 2019. Giovinco réalise un doublé l'année suivante avec le sacre en Championnat et en Coupe. Le club est de nouveau vainqueur en championnat en 2021.

### En sélection
Au niveau international, Giovinco s'illustre avec l'équipe d'Italie espoirs qui remporte l'édition 2008 du Tournoi de Toulon. Bien que n'ayant glané aucun trophée avec l'équipe d'Italie A, le joueur est finaliste de l'Euro 2012, perdu face à l'Espagne, championne en titre. En 2013, la Squadra Azzura termine troisième de la Coupe des confédérations, remportée par le Brésil.

### Distinctions individuelles
En 2008, Giovinco est élu meilleur du Championnat d'Italie avec la Juventus et meilleur joueur du Tournoi de Toulon avec l'équipe d'Italie espoirs. Au Toronto FC, il participe au Match des étoiles de la MLS de 2015 à 2018 et fait partie de l'équipe-type de la MLS en entre 2015 et 2017. Giovinco termine meilleur buteur et passeur de l'édition 2015 de la Major League Soccer avec 22 buts et 16 passes et reçoit pour ses performances le trophée MLS Golden Boot du meilleur buteur, le Landon Donovan MVP Award du meilleur joueur ainsi que le MLS Newcomer of the Year Award du nouveau venu. Il reçoit en 2016 le Best MLS Player ESPY Award (en) récompensant le meilleur joueur de MLS. L'année suivante, Giovinco est meilleur buteur du Championnat canadien et récipiendaire du George Gross Memorial Trophy (en) du meilleur joueur de la compétition.
À la suite de l'édition 2018 de la Ligue des champions de la CONCACAF, il reçoit le prix du meilleur joueur, ayant aussi terminé meilleur buteur à égalité avec son coéquipier Jonathan Osorio qui remporte néanmoins le trophée, et est inclus dans l'équipe-type de la compétition. Aux CONCACAF Awards (en), Giovinco fait partie de l'équipe-type de l'année 2018 (en) et termine à la troisième place du trophée CONCACAF Men's Player of the Year du meilleur joueur de l'année. Lors de son passage à Al-Hilal, il est nommé dans l'équipe-type des fans de la Ligue des champions de l'AFC 2019, remportée par le club.